# Phạm Thúy Hoan
Phạm Thúy Hoan (sinh ngày 26 tháng 6 năm 1942), là một nhạc sĩ - Nhà giáo Ưu tú người Việt Nam. Bằng tình yêu và niềm đam mê với nhạc cụ dân tộc, bà đã dành cả cuộc đời gắn bó với cây đàn Tranh, đem tiếng đàn quê hương lan tỏa đến nhiều nơi trên thế giới.

## Tiểu sử
Phạm Thúy Hoan sinh tại Nam Định trong gia đình có cha là nhà thơ nên tâm hồn nghệ thuật của bà đã được ươm mầm từ bé. Năm 14 tuổi bà đã say mê và đi cùng với tiếng đàn tranh suốt khoảng thời gian tiếp theo.
Năm 1962, sau khi tốt nghiệp trường Nữ sinh Gia Long (nay là Trường Trung học phổ thông Nguyễn Thị Minh Khai, bà bắt đầu giảng dạy bộ môn đàn Tranh tại Trường Quốc gia Âm nhạc và Kịch nghệ Sài Gòn.
Phạm Thúy Hoan sáng tác nhiều tác phẩm và ca khúc về quê hương, về hình ảnh thân thuộc của người Việt Nam và về thiếu nhi. Với nét nhạc lãng mạn, trữ tình, những bản nhạc bà viết mang đậm âm hưởng dân ca và tình yêu quê hương tha thiết xuyên suốt bài nhạc làm cho người nghe cảm nhận được "dòng suối mát, cơn gió thoảng nhẹ đưa và tiếng đàn réo rắt bên tai trong một buổi chiều thư thả".
Vô tình đọc được bài viết của Giáo sư - Tiến sĩ Trần Văn Khê về âm nhạc dân tộc Việt Nam, bà đã viết thư và trao đổi với ông. Từ đó cả hai người thắt chặt tình thầy trò và mang âm nhạc truyền thống đi đến các trường học, hội thảo, sự kiện giới thiệu nhạc cụ dân tộc cả trong và ngoài nước. 
Để mang tiếng đàn tranh đến với những người yêu thích và lan rộng nhạc cụ truyền thống của Việt Nam, năm 1981 bà thành lập Câu Lạc Bộ Tiếng Hát Quê Hương] với người thầy đỡ đầu của CLB là Giáo sư – Tiến sĩ Trần Văn Khê. Hiện CLB đang sinh hoạt tại Cung Văn hóa Lao động Thành phố Hồ Chí Minh

## Gia đình
Con gái của Nhà giáo ưu tú Phạm Thúy Hoan là Tiến sĩ-Nghệ sĩ ưu tú Nguyễn Thị Hải Phượng, nghệ sĩ Nguyễn Hải Yến (hiện đang định cư tại Hoa Kỳ) và cháu ngoại là Nguyễn Hải Minh cũng đang tiếp nối con đường giảng dạy và biểu diễn đàn Tranh của bà. Bên cạnh đó bà vẫn truyền dạy nhạc cụ truyền thống này đến với giới trẻ, gây dựng một tình yêu đàn Tranh nói riêng và các nhạc cụ truyền thống Việt Nam nói chung cho thanh-thiếu nhi và thậm chí là người lớn tuổi.

## Sự nghiệp

### Tốt nghiệp và giảng dạy

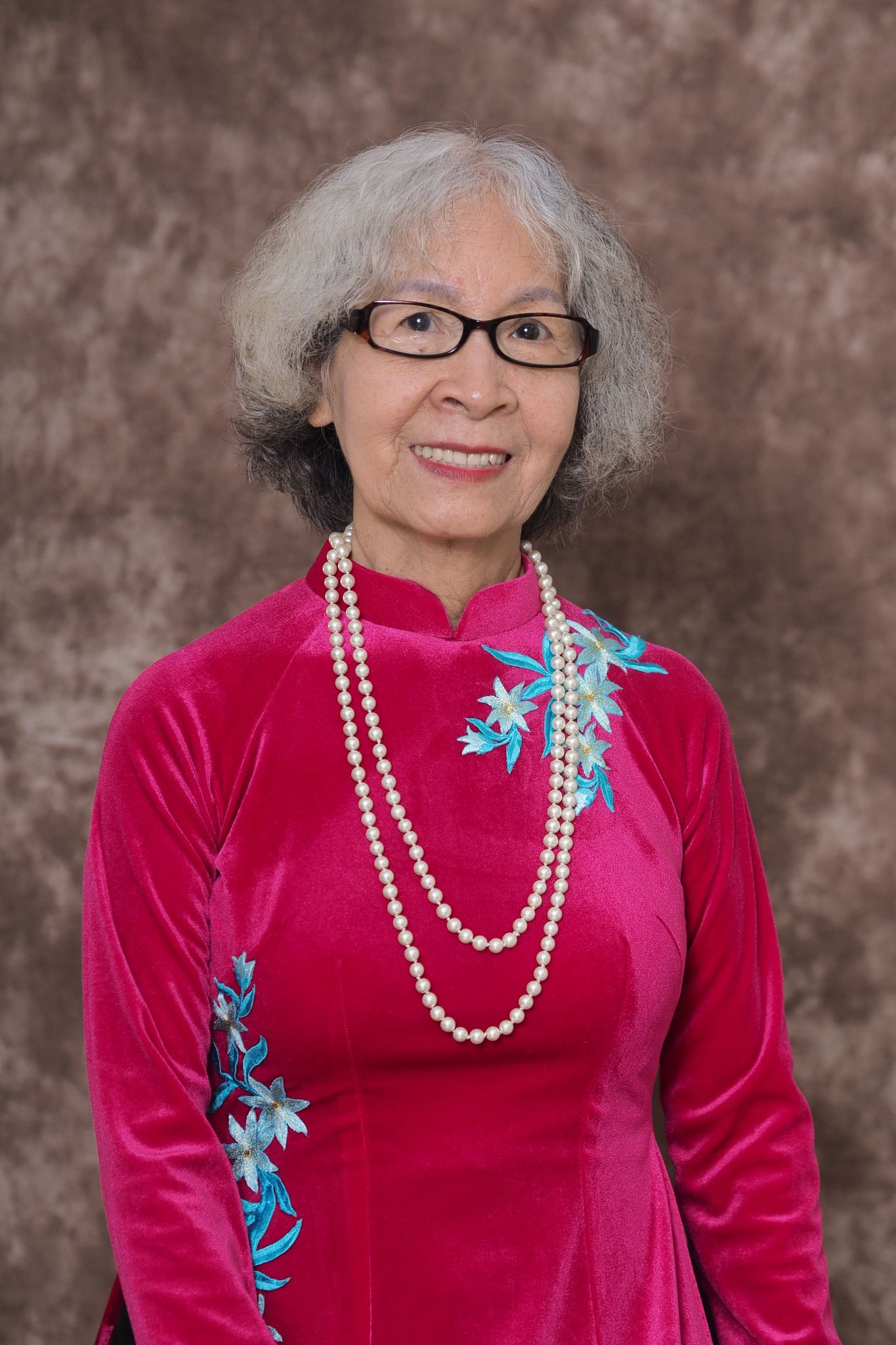
Nhà Giáo Ưu Tú Phạm Thúy Hoan

- 1962: Tốt nghiệp thủ khoa đàn tranh trường Quốc gia Âm nhạc và Kịch nghệ Sài Gòn
- 1963: Tốt nghiệp thủ khoa Âm nhạc Phổ Thông trường Quốc gia Âm nhạc và Kịch nghệ Sài Gòn
- 1962-1975: Giáo sư trường Quốc gia Âm nhạc Phổ Thông trường Quốc gia Âm nhạc và Kịch nghệ Sài Gòn
- 1968: Giáo sư thỉnh giảng trường Quốc gia Âm nhạc Huế
- 1975-1997: Giảng viên Nhạc Viện TP.HCM
- 1981 đến nay: Chủ nhiệm CLB Tiếng Hát Quê Hương

### Các sự kiện đã tham gia và tổ chức

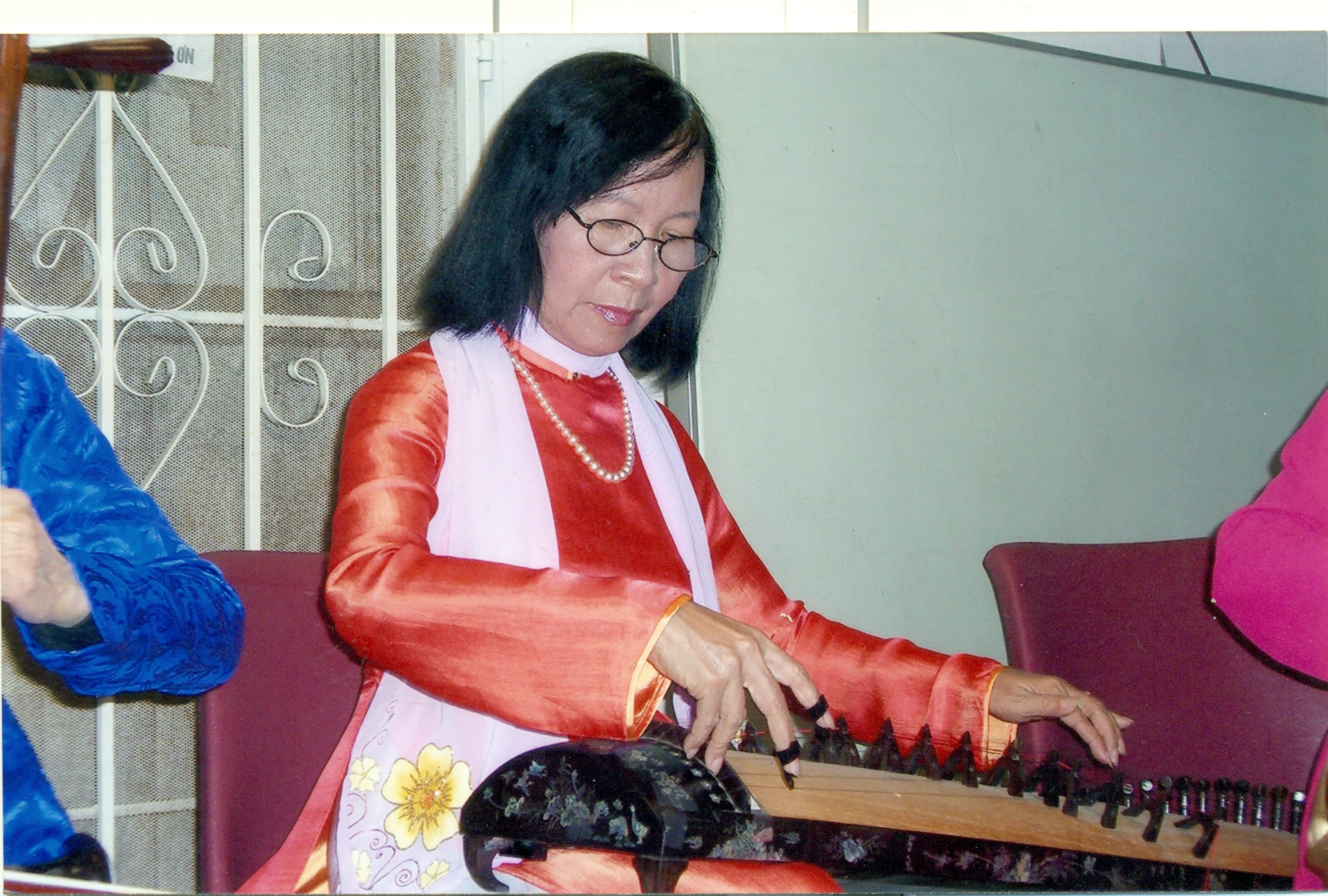
Nhà Giáo Ưu Tú Phạm Thúy Hoan biểu diễn ngày 28/09/2007

| Năm             | Các sự kiện |
| --------------- | --- |
| 09-15/09/2000   | Ủy viên ban Tổ chức Nhạc hội Đàn tranh Châu Á lần 1 (tại Cung Văn Hóa Lao Động TP.HCM, Nhạc Viện TP.HCM và Nhà Hát Thành phố) |
| 18/06/2000      | Tham gia chương trình Grandioso of Hundred Guzheng tại Singapore                                                              |
| 2003            | Tham gia chương trình The Art of Korean and Vietnamese Music (tại Nhà hát Thành phố Hồ Chí Minh)                              |
| 2004            | Tham gia chương trình Liên Hoan Đàn Tranh Châu Á tại Đài Loan                                                                 |
| 2006            | Tổ chức chương trình Kỷ niệm 25 năm thành lập CLB Tiếng Hát Quê Hương.                                                        |
| 31/8 – 4/9/2008 | Ủy viên ban Tổ chức Nhạc hội Đàn tranh Châu Á lần 2 (tại Cung Văn Hóa Lao Động TP.HCM và Nhạc Viện TP.HCM)                    |
| 10/2010         | Kết hợp cùng Cung Văn Hóa Lao Động tổ chức Hội ngộ Đàn Tranh lần 1 (tại Cung Văn Hóa Lao Động TP.HCM)                         |
| 07/2011         | Kết hợp cùng Cung Văn Hóa Lao Động tổ chức Hội ngộ Đàn Tranh lần 2 (tại Cung Văn Hóa Lao Động TP.HCM)                         |
| 09/2012         | Kết hợp cùng Cung Văn Hóa Lao Động tổ chức Hội ngộ Đàn Tranh lần 3 (tại Cung Văn Hóa Lao Động TP.HCM)                         |
| 16/6/2013       | Kết hợp cùng Cung Văn Hóa Lao Động tổ chức chương trình Giai điệu Quê Hương lần 1 (tại Cung Văn Hóa Lao Động TP.HCM)          |
| 02/7/2014       | Kết hợp cùng Cung Văn Hóa Lao Động tổ chức chương trình Giai điệu Quê Hương lần 2 (tại Cung Văn Hóa Lao Động TP.HCM)          |
| 09/9/2018       | Kết hợp cùng Cung Văn Hóa Lao Động tổ chức cuộc thi Liên Hoan Em Yêu Đàn Tranh lần 1 (tại Cung Văn Hóa Lao Động TP.HCM)       |
| 31/8/2019       | Kết hợp cùng Cung Văn Hóa Lao Động tổ chức cuộc thi Liên Hoan Em Yêu Đàn Tranh lần 2 (tại Cung Văn Hóa Lao Động TP.HCM)       |
| 16-17/01/2021   | Kết hợp cùng Cung Văn Hóa Lao Động tổ chức cuộc thi Liên Hoan Em Yêu Đàn Tranh lần 3 (tại Cung Văn Hóa Lao Động TP.HCM)       |
|                 | Tổ chức chương trình Hoa Quê Hương thường niên.                                                                               |

### Giải thưởng, bằng khen và Huy chương
- 1960: Huy chương Vàng toàn trường Quốc Gia Âm Nhạc và Kịch Nghệ Sài Gòn
- 1993: Được tặng bằng khen “Đã có công đào tạo Tài Năng Trẻ đoạt giải xuất sắc tại các cuộc thi chuyên nghiệp toàn quốc, khu vực trong cả nước và quốc tế” (Bộ Văn Hóa Thông Tin)
- 1994: Được tặng danh hiệu Nhà Giáo Ưu Tú (Bộ Giáo dục và Đào tạo)
- 1995: Được tặng Huy Chương “Vì sự nghiệp Giáo dục”
- 2021: Được tặng Huy Chương “Vì sự nghiệp Văn hóa, Thể thao và Du lịch”

### Một số tác phẩm của Phạm Thuý Hoan
| Năm sáng tác | Tác Phẩm | Chú thích                                                                                                   |
| ------------ | --- | --- |
| 1978         | Mùa Thu Quê Hương | |
| 1979         | Vui Đi Học Vui Trong Lớp Vui Tan Học | (trong bộ Học Đường ca),                                                                                    |
| 1979         | Biến tấu Qua Cầu Gió Bay Mơ Về Bến Ngự Biến tấu Lý Chim Quyên                                                                               | |
| 1980         | Tình Ca Xứ Huế (Tình ca Xứ Huế - Hải Phượng Đàn Tranh)                                                                                      | (trong bộ Tình ca Quê Hương) Được ghi âm trong CD Viêt-Nam: Le Dàn Tranh - Musiques D'hier Et D'aujourd'hui |
| 1981         | Tình Ca Đất Bắc | (trong bộ Tình ca Quê Hương) Được ghi âm trong CD Viêt-Nam: Le Dàn Tranh - Musiques D'hier Et D'aujourd'hui |
| 1983         | Tình Ca Miền Nam (Độc tấu đàn Tranh : Tình Ca Miền Nam - Biểu diễn Hải Phượng, Độc tấu đàn Tranh : Tình Ca Miền Nam - Biểu diễn: Uyên Trâm) | (trong bộ Tình ca Quê Hương) Được ghi âm trong CD Viêt-Nam: Le Dàn Tranh - Musiques D'hier Et D'aujourd'hui |
| 1986         | Nụ cười | |
| 2000         | Được Mùa | |
| 2002         | Cây So Đũa | |
| 2004         | Biến tấu Cây Trúc Xinh | |
| 2005         | Sakura (Biến tấu) | Tập 3: NSƯT HẢI PHƯỢNG - BIẾN TẤU SAKURA] Độc tấu Đàn Tranh SAKURA (Hải Phượng)                             |
| 2010         | Cúc Cu Chim Gáy | |
| 2012         | Ngẫu hứng Lý Cây Gòn | |
| 2013         | Hoa Champa (soạn cho đàn Tranh) | |
| 2014         | Nào Cùng Ca Lên | |
| 2015         | Hoa Lưu Ly | |
| 2018         | Biến tấu Chim Manh Manh | |
| 2020         | Biến tấu Lý Bình Vôi | |